# Ouran High School Host Club
Ouran High School Host Club (jap. 桜蘭高校ホスト部 Ōran Kōkō Hosuto Kurabu) – manga autorstwa Bisco Hatori i anime na jej podstawie liczące 26 odcinków. Manga pierwszy raz ukazała się w magazynie „Lala” w 2002 roku, a anime wyemitowano po raz pierwszy trzy lata później. W Polsce tę mangę wydał JPF.
Powstała także TV Drama emitowana na kanale TBS od 22 lipca do 30 września 2011 roku.
1 marca 2012 odbyła się premiera filmu live-action.

## Fabuła
Dzięki stypendium naukowemu Haruhi Fujioka rozpoczyna naukę w ekskluzywnym prywatnym liceum Ouran High School, szkole dla bogatych. Pierwszego dnia przypadkiem trafia na Host Club, klub złożony z sześciu przystojniaków reprezentujących odmienne typy urody i charakteru („dziki”, „odrobinę diabelski”, „książę z bajki”, „opanowany” i „lolita boy”), których celem jest zapewnianie za pieniądze uczennicom rozrywek – pogawędek przy herbacie i dotrzymywania towarzystwa. Haruhi przypadkiem tłucze wartą ¥8,000,000 wazę, a ponieważ nie ma jak za nią zapłacić, klub domaga się odpracowania długu. Tamaki Suō, samozwańczy król klubu, odkrywa, że po zamianie starych ubrań na elegancki mundurek Haruhi może być naprawdę przystojnym młodzieńcem, pracującym jako host. Chociaż klub szybko odkrywa, że Haruhi jest tak naprawdę dziewczyną, nie ma ona nic przeciwko przyjęciu roli hosta, a Tamaki z kolegami decyduje się ukrywać ten szczegół przed innymi. Podczas pobytu w Host Club Haruhi przeżywa wiele perypetii i pogłębia przyjaźnie z członkami klubu.

## Bohaterowie
- Haruhi Fujioka (jap. 藤岡 ハルヒ Fujioka Haruhi) – typ hosta: naturalny. Niezależna i uzdolniona uczennica pierwszego roku. Działając w przebraniu chłopca stara się odpracować dług w wysokości 8.000.000 jenów. Haruhi pochodzi z przeciętnej japońskiej rodziny, której normalnie nie byłoby stać na uczęszczanie do Akademii Ouran, jednak otrzymuje stypendium dla wybitnie uzdolnionych. Matka dziewczyny zmarła dziesięć lat przed wydarzeniami z mangi. Od tamtego momentu jej wychowaniem zajmuje się ojciec. Posiada bystry umysł, jest opanowana i trzyma dystans w stosunku do otaczających ją spraw.

Seiyū: Maaya Sakamoto 
- Tamaki Suō (jap. 須王 環 Suō Tamaki; także jako René Tamaki Richard de Grantaine) – typ hosta: książę. Siedemnastoletni student drugiego roku. Obrzydliwie bogaty i niezwykle przystojny blondyn o fiołkowych oczach. Prezes i czołowy host klubu i faworyt większości uczennic Ouran. Dżentelmenem z krwi i kości, potrafiący oczarować dziewczynę  samym spojrzeniem. Owoc nieślubnego związku, w konsekwencji czego został znienawidzony przez swoją babcię. Dziecińswo spędził w Paryżu. Na skutek ogromnych długów, zaciągniętych przez firmę jego matki, rodzina zmuszona była prosić o pomoc finansową rodzicielkę jego ojca. Babcia postawiła im jednak ultimatum, przez co w wieku czternastu lat, przeprowadził się do Japonii, z dala od swojej matki. Nazywany jest często – nie zawsze do końca na poważnie - Panem lub też Tatą, co odnosi się do jego pozycji króla Host Clubu. Był zaręczony z Éclair Tonnerre, ale zerwał je, aby zostać z klubem hostów. Podkochuje się w Haruhi i często miewa wizje dotyczące ich (wymyślonych) randek. Umie bardzo dobrze grać na pianinie.

Seiyū: Mamoru Miyano 
- Kyōya Ōtori (jap. 鳳 鏡夜 Ōtori Kyōya) – typ hosta: opanowany. Siedemnastoletni student drugiego roku. Zajmujący drugie miejsce w hierarchii hostów, przez co nazywany jest często Matką. Chłodny i wyrachowany, ciemnowłosy intelektualista w okularach. Inteligentny i przedsiębiorczy, odzywa się tylko wtedy, gdy ma coś mądrego lub ważnego do powiedzenia. Sprawuje rolę organizatora, sekretarza i skarbnika klubu. Z reguły nie rozstaje się ze swoim notesem, w którym skrzętnie zapisuje i gromadzi wszystkie użyteczne informacje. Jego rodzina zajmuje się biznesem oraz przedsięwzięciami związanymi z medycyną.

Seiyū: Masaya Matsukaze 
- Hikaru Hitachīn (jap. 常陸院 光 Hitachīn Hikaru) oraz Kaoru Hitachīn (jap. 常陸院 馨 Hitachīn Kaoru) – typ hosta: odrobinę diabelski. Nierozłączni bliźniacy, rówieśnicy Haruhi chodzący z nią do jednej klasy. Rudowłosi prowokatorzy klubu hostów nie boją się łamać panującego tabu kazirodztwa. Nieznośni i równie hałaśliwi co Tamaki. Dla nich świat dzieli się na dwie części: Ich świat oraz Świat na zewnątrz. Obydwaj podkochują się w Haruhi, jednak Kaoru uświadamia sobie, iż jego miłość do brata zdecydowanie przewyższa zauroczenie w dziewczynie.

Seiyū: Ken’ichi Suzumura  (Hikaru), Seiyū: Yoshinori Fujita  (Kaoru)
- Mitsukuni „Honey” Haninozuka (jap. 埴之塚 光邦 Haninozuka Mitsukuni) – typ hosta: lolita boy lub też loli shot. Mimo niepozornego wyglądu, wzrostu oraz piskliwego głosiku, Honey jest seniorem klubu hostów - osiemnastoletnim studentem trzeciego roku i mistrzem Japonii w karate i judo. Jego dziecięcy urok oraz sposób bycia działa rozbrajająco na damy w Ouran, które uczyniły go rozpieszczaną maskotką klubu. Jego największą pasją są słodkie rzeczy, szczególnie ciastka, którymi zajada się nawet w nocy. Uwielbia także swojego króliczka i traktuje go jak świętość. Ma młodszego brata Yasuchikę. Praktycznie nigdy nie rozstaje się ze swoim kuzynem Takashim, który poza tym, że jest najlepszym przyjacielem Honeya, to także wiernym sługą.

Seiyū: Ayaka Saitō 
- Takashi „Mori” Morinozuka (jap. 銛之塚 崇 Morinozuka Takashi) – typ hosta: dziki. Ma osiemnaście lat i jest uczniem trzeciego roku, mistrzem Japonii w kendo. Jest kuzynem, najlepszym przyjacielem i wiernym sługą Honeya. Swoje wypowiedzi ogranicza do koniecznego minimum. Trzyma się raczej z boku.

Seiyū: Daisuke Kirii 
- Renge Houshakuji (jap. 宝積寺 れんげ Hōshakuji Renge) – samozwańcza menadżerka klubu hostów. Maniaczka gier komputerowych otome. Podkochiwała się w Kyōyi. Jest rówieśniczką Haruhi oraz braci Hitachiin.

Seiyū: Kozue Yoshizumi 

## Manga
Manga Ouran High School Host Club była wydawana w Japonii od sierpnia 2003 do 24 września 2010 roku w magazynie LaLa wydawnictwa Hakusensha. Kolejne rozdziały zostały zebrane w tankōbony i wydane od 5 sierpnia 2003 roku do 5 kwietnia 2011 roku. Wydawnictwo Hakusensha wydało także fanbook serii 4 września 2009 roku, zatytułowany Ōran Kōkō Host Club Fanbook: Uki doki kōryaku daisakusen (jap. 桜蘭高校ホスト部(クラブ)ファンブック～うきドキ☆攻略大作戦～ Ōran Kōkō Hosuto kurabu fanbukku: Uki doki kōryaku daisakusen).
W Polsce manga została wydana przez wydawnictwo Japonica Polonica Fantastica.
| Nr | Język japoński   | Język japoński         | Język polski     | Język polski           |
| Nr | Data wydania     | ISBN                   | Data wydania     | ISBN                   |
| --- | ---------------- | ---------------------- | ---------------- | ---------------------- |
| 1 | 5 sierpnia 2003  | ISBN 4-592-17448-8     | wrzesień 2009    | ISBN 978-83-7471-152-4 |
| Lista rozdziałów - Rozdziały 1-3 - Dodatek specjalny: Króliczek sempaja Honeya - Egoistic Cluv - Klub egoistów                                            |                  |                        |                  |                        |
| 2 | 5 listopada 2003 | ISBN 4-592-17449-6     | grudzień 2009    | ISBN 978-83-7471-153-1 |
| Lista rozdziałów - Rozdziały 4-7 - Romantic Egoist - Egoistic Cluv - Klub egoistów                                                                        |                  |                        |                  |                        |
| 3 | 5 marca 2004     | ISBN 4-592-18081-X     | luty 2010        | ISBN 978-83-7471-154-8 |
| Lista rozdziałów - Rozdziały 8–12 - Dodatek specjalny: Dzień z życia rodziny Fujioka - Teatrzyk zachowań dziwacznych - Egoistic Cluv - Klub egoistów      |                  |                        |                  |                        |
| 4 | 5 sierpnia 2004  | ISBN 4-592-18082-8     | maj 2010         | ISBN 978-83-7471-155-5 |
| Lista rozdziałów - Rozdziały 13–16 - Love Egoist - Teatrzyk zachowań szokujących - Egoistic Cluv - Klub egoistów                                          |                  |                        |                  |                        |
| 5 | 5 stycznia 2005  | ISBN 4-592-18083-6     | sierpień 2010    | ISBN 978-83-7471-156-2 |
| Lista rozdziałów - Rozdziały 17–21 - Dodatek specjalny: Tajemnica sempaja Moriego - Egoistic Cluv - Klub egoistów                                         |                  |                        |                  |                        |
| 6 | 5 lipca 2005     | ISBN 4-592-18084-4     | październik 2010 | ISBN 978-83-7471-157-9 |
| Lista rozdziałów - Rozdziały 22–27 - Egoistic Cluv - Klub egoistów                                                                                        |                  |                        |                  |                        |
| 7 | 5 grudnia 2005   | ISBN 4-592-18085-2     | styczeń 2011     | ISBN 978-83-7471-158-6 |
| Lista rozdziałów - Rozdziały 28–31 - Dodatek specjalny: W domu Hitachiinów - Love Egoist: Please Please Me - Egoistic Cluv - Klub egoistów                |                  |                        |                  |                        |
| 8 | 5 kwietnia 2006  | ISBN 4-592-18086-0     | czerwiec 2011    | ISBN 978-83-7471-159-3 |
| Lista rozdziałów - Rozdziały 32–36 - Dodatek specjalny: Seizaburou Tachibana – ochroniarz rodu Ootori - Egoistic Cluv - Klub egoistów                     |                  |                        |                  |                        |
| 9 | 5 września 2006  | ISBN 4-592-18087-9     | październik 2011 | ISBN 978-83-7471-160-9 |
| Lista rozdziałów - Rozdziały 37–40 - Dodatek specjalny: Plan cichego uszczęśliwienia Haruhi - Love Egoist: Love or Dream? - Egoistic Cluv - Klub egoistów |                  |                        |                  |                        |
| 10 | 5 kwietnia 2007  | ISBN 978-4-592-18088-3 | luty 2012        |                        |
| 11 | 5 września 2007  | ISBN 978-4-592-18089-0 | kwiecień 2012    |                        |
| 12 | 5 kwietnia 2008  | ISBN 978-4-592-18090-6 | lipiec 2012      |                        |
| 13 | 5 września 2008  | ISBN 978-4-592-18713-4 | wrzesień 2012    |                        |
| 14 | 1 maja 2009      | ISBN 978-4-592-18714-1 | listopad 2012    |                        |
| 15 | 4 września 2009  | ISBN 978-4-592-18715-8 | luty 2013        |                        |
| 16 | 5 kwietnia 2010  | ISBN 978-4-592-18716-5 | kwiecień 2013    |                        |
| 17 | 3 września 2010  | ISBN 978-4-592-18717-2 | lipiec 2013      |                        |
| 18 | 5 kwietnia 2011  | ISBN 978-4-592-18718-9 | wrzesień 2013    |                        |

## Anime

### Muzyka
Opening:
- „Sakura Kiss” - Chieko Kawabe

Ending:
- „Shissou” - Last Alliance